# Кадар, Тамаш
Та́маш Ка́дар (венг. Kádár Tamás; 14 марта 1990, Веспрем, Венгрия) — венгерский футболист, защитник клуба МТК. Выступал за сборную Венгрии. Участник чемпионата Европы 2016 года.

## Клубная карьера

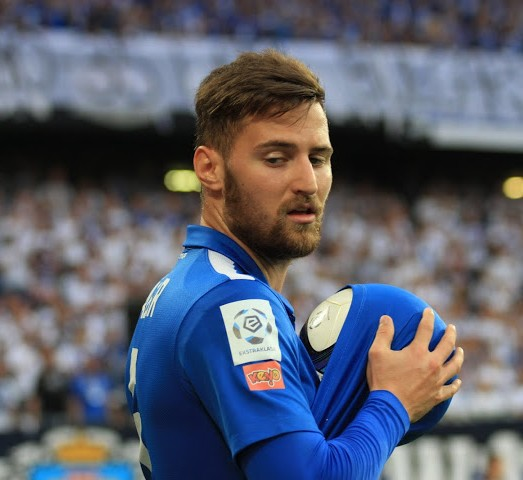
Кадар в составе «Леха»

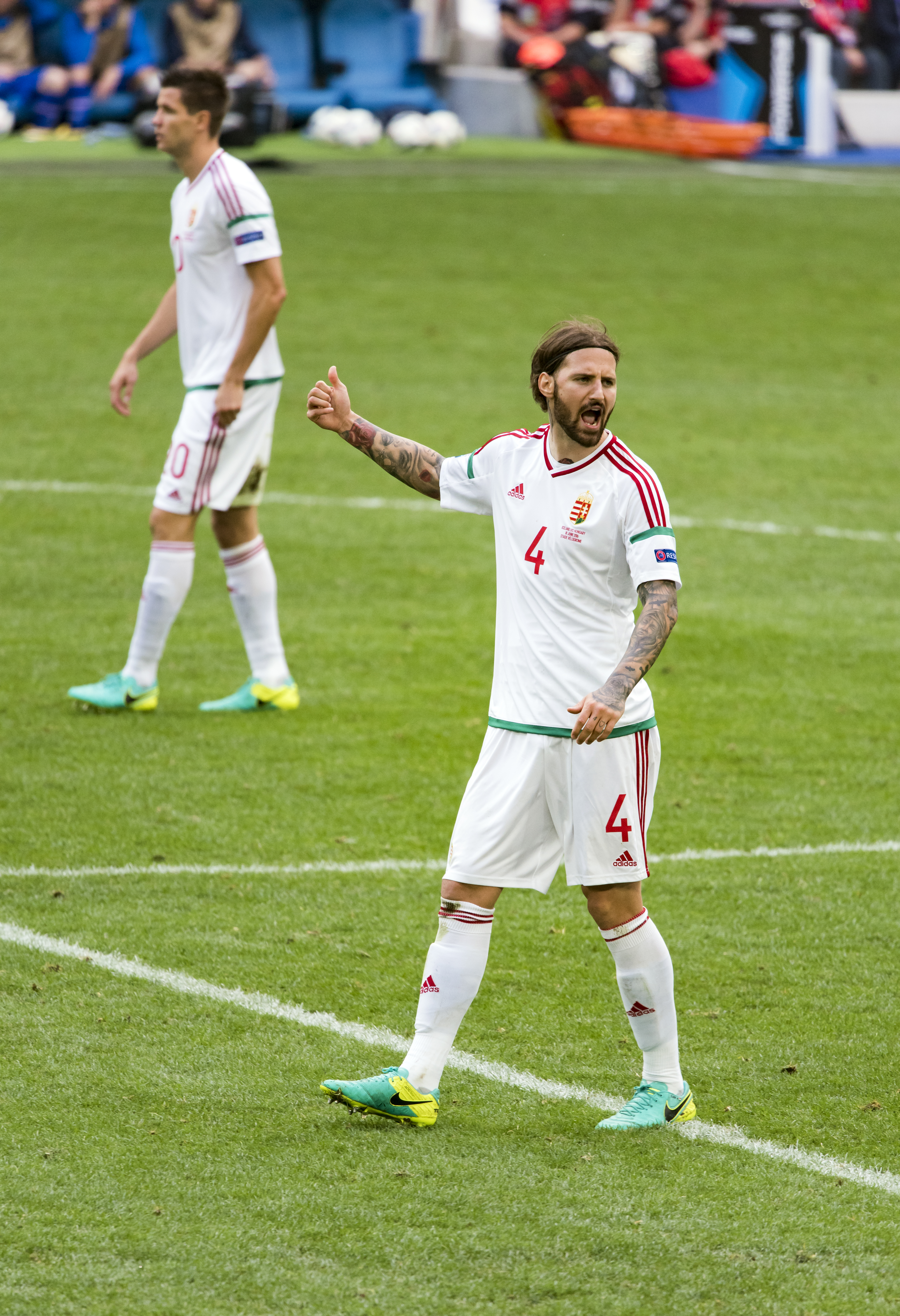
Кадар в составе сборной Венгрии на чемпионате Европы 2016

Кадар — воспитанник клуба «Залаэгерсег». Зимой 2008 года он перешёл в английский «Ньюкасл Юнайтед». 31 августа 2009 года в матче против «Лестер Сити» он дебютировал в Чемпионшипе. По итогам сезона Кадар помог «сорокам» вернуться в Премьер-лигу. В 2011 году для получения игровой практики Тамаш на правах аренды перешёл в «Хаддерсфилд Таун». 11 января в поединке против «Плимут Аргайл» он дебютировал в Первой английской лиге.
Летом 2012 года Кадар перешёл в нидерландский клуб «Рода». 11 августа в матче против «Зволле» он дебютировал в Эредивизи.
В начале 2013 года Тамаш вернулся на родину, на правах аренды став футболистом «Диощдьёр». 1 марта в матче против «Эгри» он дебютировал за новую команду. В составе «Диощдьёра» Тамаш стал обладателем Кубка венгерской лиги. По окончании сезона Кадар подписал контракт с клубом на постоянной основе. В начале 2015 года он перешёл в польский «Лех», подписав контракт на три с половиной года. 22 февраля в матче против хожувского «Руха» дебютировал в польской Экстраклассе. По итогам сезона Тамаш помог новой команде выиграть чемпионат и Суперкубок Польши.
В феврале 2017 года Кадар перешёл в киевское «Динамо». Контракт между игроком и киевским клубом заключен на четыре года. В матче против донецкого «Олимпика» он дебютировал чемпионате Украины. 26 апреля Тамаш в поединке 1/2 кубка Украины против «Николаева» забил свой первый гол за «Динамо». 3 февраля 2020 года во время второго зимнего учебно-тренировочного сбора в Турции игрок был неожиданно отстранён от работы с основным составом и переведён в дубль. По одной из версий, причиной такого решения стал конфликт с главным тренером команды Алексеем Михайличенко, по другой — желание футболиста за год до окончания контракта покинуть «Динамо». По словам агента игрока, интерес к Кадару проявлял ряд российских футбольных клубов.
28 февраля 2020 года Кадар подписал контракт с китайским клубом «Шаньдун Лунэн». По информации сайта transfermarkt.de переход игрока обошёлся китайцам в $3 млн, что на полмиллиона больше той суммы, за которую он был приобретён у познанского «Леха».

## Международная карьера
17 ноября 2010 года в товарищеском матче против сборной Литвы Кадар дебютировал за сборную Венгрии.
В 2016 году Тамаш в составе сборной принял участие в чемпионате Европы во Франции. На турнире он сыграл в матчах против команд Австрии, Исландии и Бельгии.
31 августа 2017 года в отборочном матче чемпионата мира 2018 против сборной Латвии Кадар забил свой первый гол за национальную команду.

### Голы за сборную Венгрии
| # | Дата            | Место                             | Противник | Счёт | Результат | Соревнование                     |
| - | --------------- | --------------------------------- | --------- | ---- | --------- | -------------------------------- |
| 1 | 31 августа 2017 | Гроупама Арена, Будапешт, Венгрия | Латвия    | 1:0  | 3:1       | Чемпионат мира 2018 квалификация |

## Достижения
«Ньюкасл Юнайтед»
- Победитель Чемпионата Футбольной лиги: 2009/10

«Диощдьёр»
- Обладатель Кубка венгерской лиги: 2013/14

«Лех»
- Чемпион Польши: 2014/15
- Обладатель Суперкубка Польши (2): 2015, 2016

«Динамо» (Киев)
- Серебряный призёр чемпионата Украины (2): 2016/17, 2017/18
- Финалист Кубка Украины (2): 2016/17, 2017/18
- Обладатель Суперкубка Украины: 2018